# Мікротурбіна Томаса Генрі

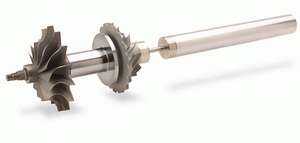
Мікротурбіна Томаса Генрі

Мікротурбіна Томаса Генрі (англ. Thomas Henry Microturbines) — це конструкція, котру втілив у життя один із наступників геніального Нікола Тесла — Томас Генрі. Але він на відміну від Нікола Тесла був прагматиком та прихильником інноваційних, і водночас простих та надійних генераторів для виробництва електричної енергії. Сконструйовані мікротурбіни Томаса Генрі цілком відповідають цим основним якостям та критеріям.

## Принцип роботи
Осним принципом роботи мікротурбіни Томаса Генрі є атмосферне повітря, що стискається компресором і направляється до камери згоряння, де в свою чергу змішується з органічним паливом, тобто природним газом і (або) іншими схожими речовинами. Утворені при цьому гази (температура яких є дуже високою) починають обертати колесо мікротурбіни, механічно передаючи зусилля через вал далі, до електричного генератора.

## Конструкція
Швидкісна турбіна (мікротурбіна) для приводу у дію високочастотного електрогенератора складається з кількох частин, що розміщені на одному валі:
- 2 турбіни — компресорна та детандерна
- електрогенератор

Оригінальність конструкції мікротурбіни полягає і у використанні робочого колеса оптимального радіуса та нелінійної форми. Електрогенератор мікротурбіни працює на великих обертах, тому має велику питому потужність.

## Використання на практиці
Перші і дуже вдалі досліди по використанню турбіни Томаса Генрі та попутного газу для отримання електроенергії були в Америці. Поштовхом до експериментування стали випадки отримання на заводах «непридатного» нафтового продукту.
Використовуючи саме цей вид мікротурбін американські нафтовики стали отримували значні обсяги безкоштовної електрики для забезпечення потреб своїх родовищ. При цьому важливим аспектом є й те, що мікротурбіни Томаса Генрі не потрібують очистки газу від домішок шкідливої сірки.
До нашого часу в практично первопочатковому вигляді дожили лише кілька мікротурбін Томаса Генрі. За їх допомогою і сьогодні можна отримувати електричну енергію. Але сьогодні в арсеналі нафтовиків стоять на озброєнні більш сучасні мікротурбіни — далекі родичі тих, перших унікальних розробок Томаса Генрі. Сучасні мікротурбіни мають відмінні технічні характеристики і відрізняються більш розширеними можливостями (напр. працюють від енергії сонця). За допомогою сучасних мікротурбін можна отримувати не лише електрику, а й теплову енергію в значних кількостях. Тому використання (навіть за їх наявності) установок Генрі не доцільно.
Сучасні мікротурбіни є дуже стійкими до великих навантажень і пристосовані до роботи в різних діапазонах. У них немає змащувальних і охолоджуючих рідин. Мікротурбіни 21 століття не створюють жодних вібрацій та шкідливих викидів, а високочастотний шум при їх роботі не перевищує порогу у 70 дБ.

## Мікротурбіни Генрі в Україні
Відомі в Україні мікротурбіни Томаса Генрі (та більш сучасні удосконалені аналоги) мають електричну потужність від 30 кВт до 2 МВт, теплову — від 60 до 3800 кВт, ККД по виробленій електроенергії 26- 33 % і загальний ККД (з утилізацією тепла) 66- 90 %. Швидкість обертання ротора нашої мікротурбіни сягає до 100 тис. об./ хв. Звичайно вона зворотньо пропорційна діаметру робочого колеса турбіни.
27 серпня 2018 рок в Україні пройшли успішні випробування надпотужної нової газової турбіни потужністю в 32 МВт.